# Цефалоцереус
Цефалоцереус (лат. Cephalocereus) — род растений семейства Кактусовые (Cactaceae) произрастающий на территории Мексики.

## Название
Латинское родовое название Cephalocereus происходит от др.-греч. κεφαλή, kephalḗ — голова и названия рода Cereus — Цереус (от лат. cereus — «восковой» или «восковая свеча».

## Описание
Столбчатые и пряморастущие виды рода Цефалоцереус бывают разветвленными или неразветвленными и могут достигать высоты до 12 метров. Светло-зеленые побеги, с течением времени сереющие, имеют диаметр до 40 сантиметров и почти полностью покрыты густыми колючками ближе к верхушке. Диморфные ареолы расположены близко друг к другу на 12-30 (и более) вертикальных ребрах. Центральные колючки могут иметь оттенки от желтоватого до серого цвета и быть до 4 сантиметров в длину. Многочисленные щетинистые или волосовидные радиальные колючки обычно плотно окружают побег.  
Цветки среднего размера, от трубчатых до колокольчатых, выращиваются из псевдоцефалия и открываются ночью. Чашечка цветка и трубка цветка покрыты мелкими чешуйками. Яйцевидные плоды плотно обладают мелкими чешуйками, опушены. Грушевидные семена гладкие, черного цвета.

## Таксономия
Cephalocereus Pfeiff., первое упоминание в Allg. Gartenzeitung 6: 142 (1838).
Типовой вид — Cephalocereus senilis (Haw.) K.Schum. — Цефалоцереус старческий — Колонновидный кактус достигает в природе 12-15 м в высоту.  Стебель прямой, неветвящийся; на нем ареолы с колючками и белыми волосками. Кактус покрыт белой шерстью. Цветет с 10-20 лет, цветки жёлтого цвета, размножается семенами.

### Синонимы
Гомотипные (основанные на одном и том же номенклатурном типе):
- Pilocereus Lem., 1839, nom. superfl.

Гетеротипные (основанные на разных номенклатурных типах):
- Cephalophorus Lem., 1838
- Haseltonia Backeb., 1949
- Neobuxbaumia Backeb., 1938
- Neodawsonia Backeb., 1949
- Pseudomitrocereus Bravo & Buxb., 1961
- Rooksbya (Backeb.) Backeb., 1960

### Виды
Подтвержденные виды по данным сайта Plants of the World Online на 2023 год:
- Cephalocereus apicicephalium E.Y.Dawson
- Cephalocereus columna-trajani (Karw. ex Pfeiff.) K.Schum.
- Cephalocereus euphorbioides (Haw.) Britton & Rose
- Cephalocereus fulviceps (F.A.C.Weber ex K.Schum.) H.E.Moore
- Cephalocereus macrocephalus F.A.C.Weber ex K.Schum.
- Cephalocereus mezcalaensis Bravo
- Cephalocereus nudus E.Y.Dawson
- Cephalocereus parvispinus S.Arias, H.J.Tapia & U.Guzmán
- Cephalocereus polylophus (DC.) Britton & Rose
- Cephalocereus sanchezmejoradae (A.B.Lau) H.J.Tapia & S.Arias
- Cephalocereus scoparius (Poselg.) Britton & Rose
- Cephalocereus senilis (Haw.) K.Schum. — Цефалоцереус старческийtypus
- Cephalocereus tetetzo (F.A.C.Weber ex J.M.Coult.) Diguet

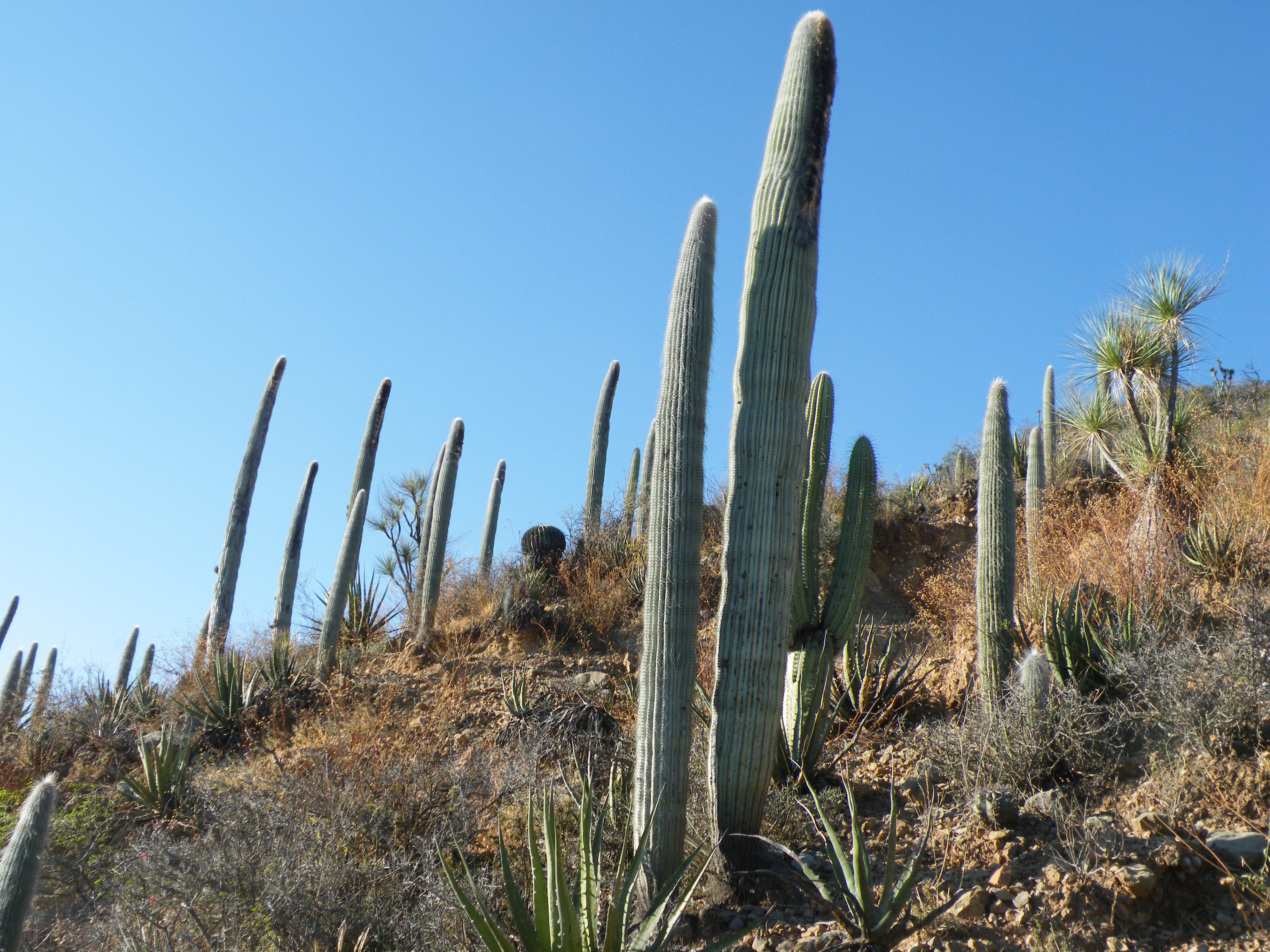
Cephalocereus columna-trajani
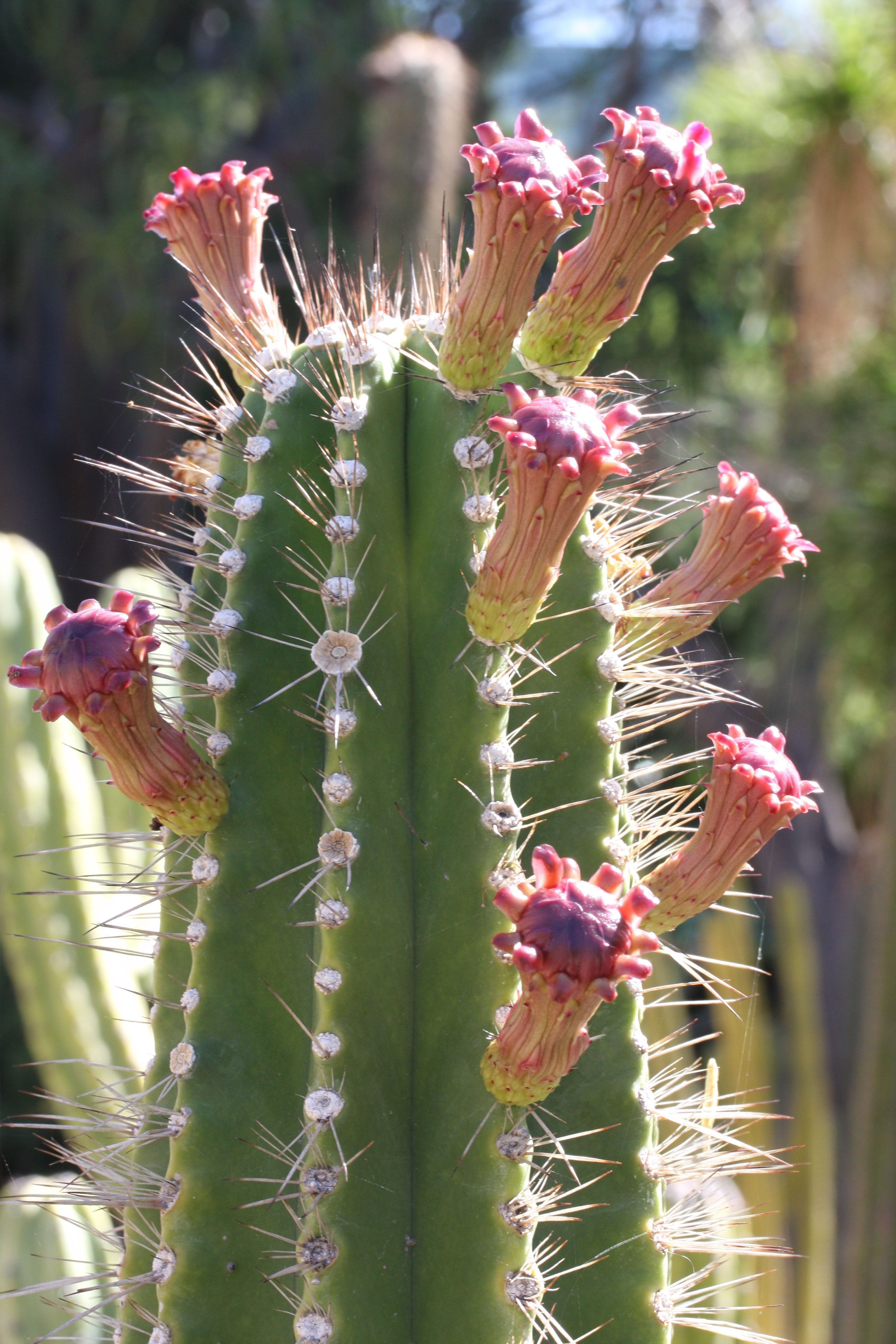
Cephalocereus euphorbioides
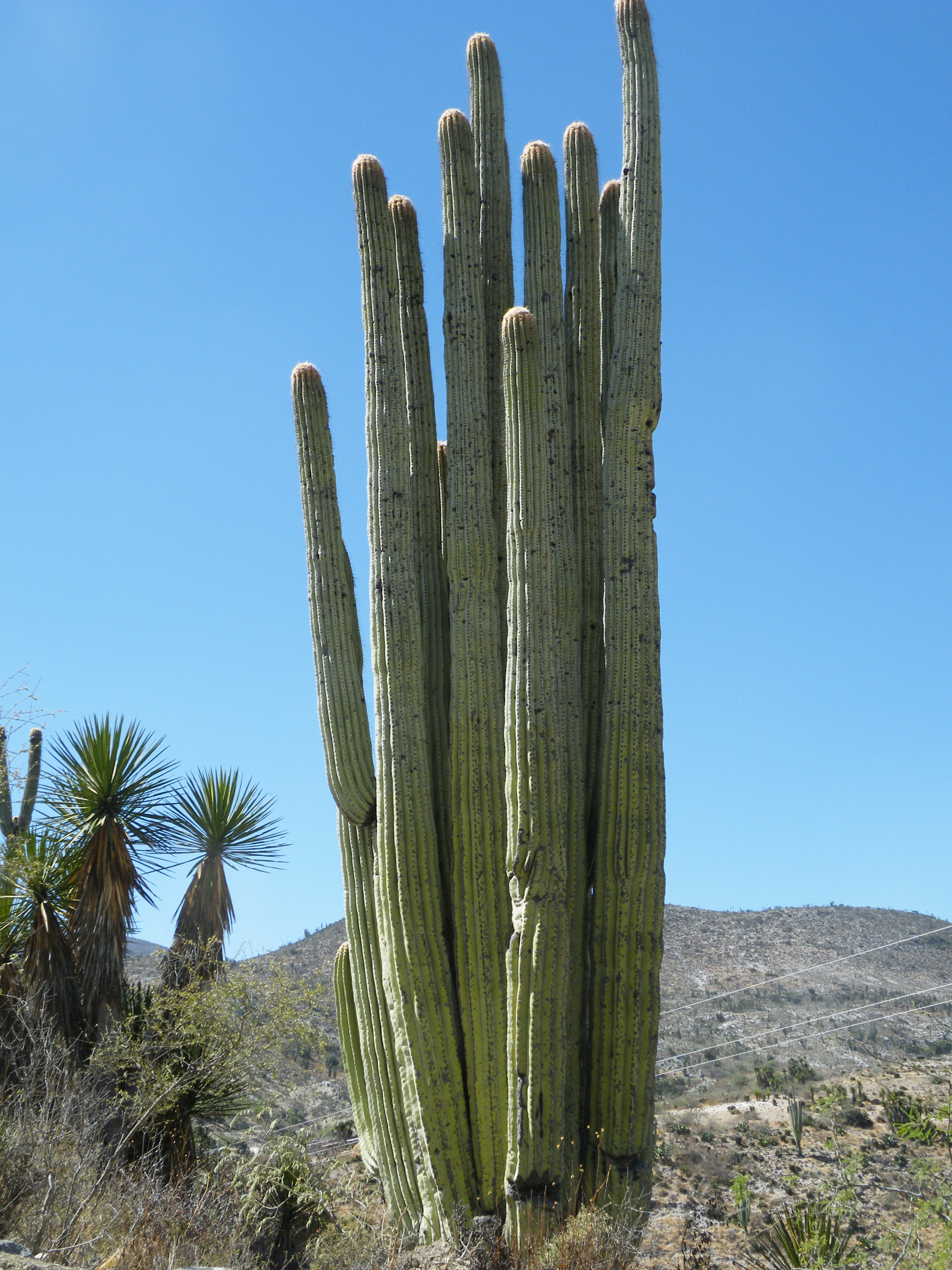
Cephalocereus fulviceps
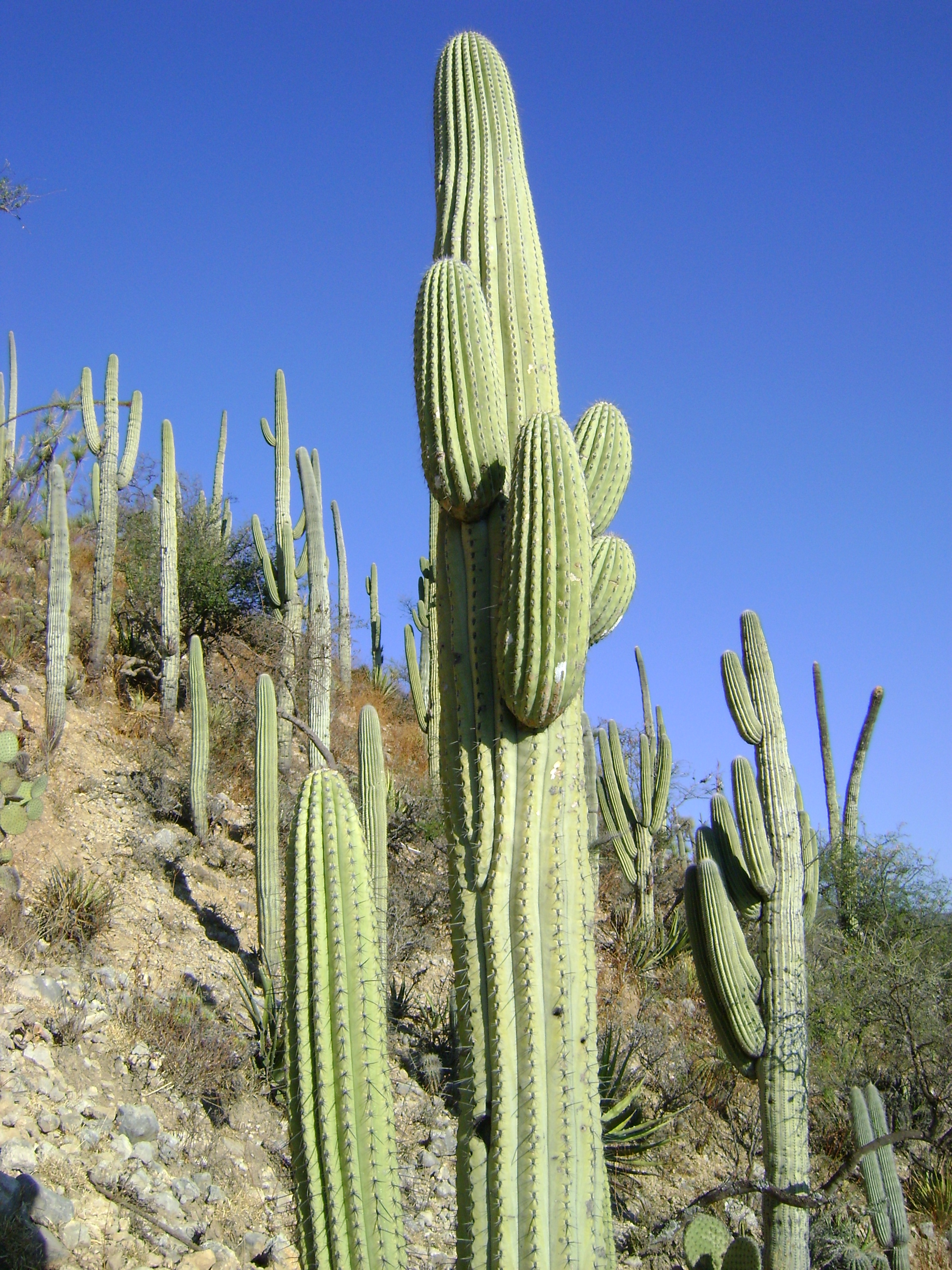
Cephalocereus macrocephalus
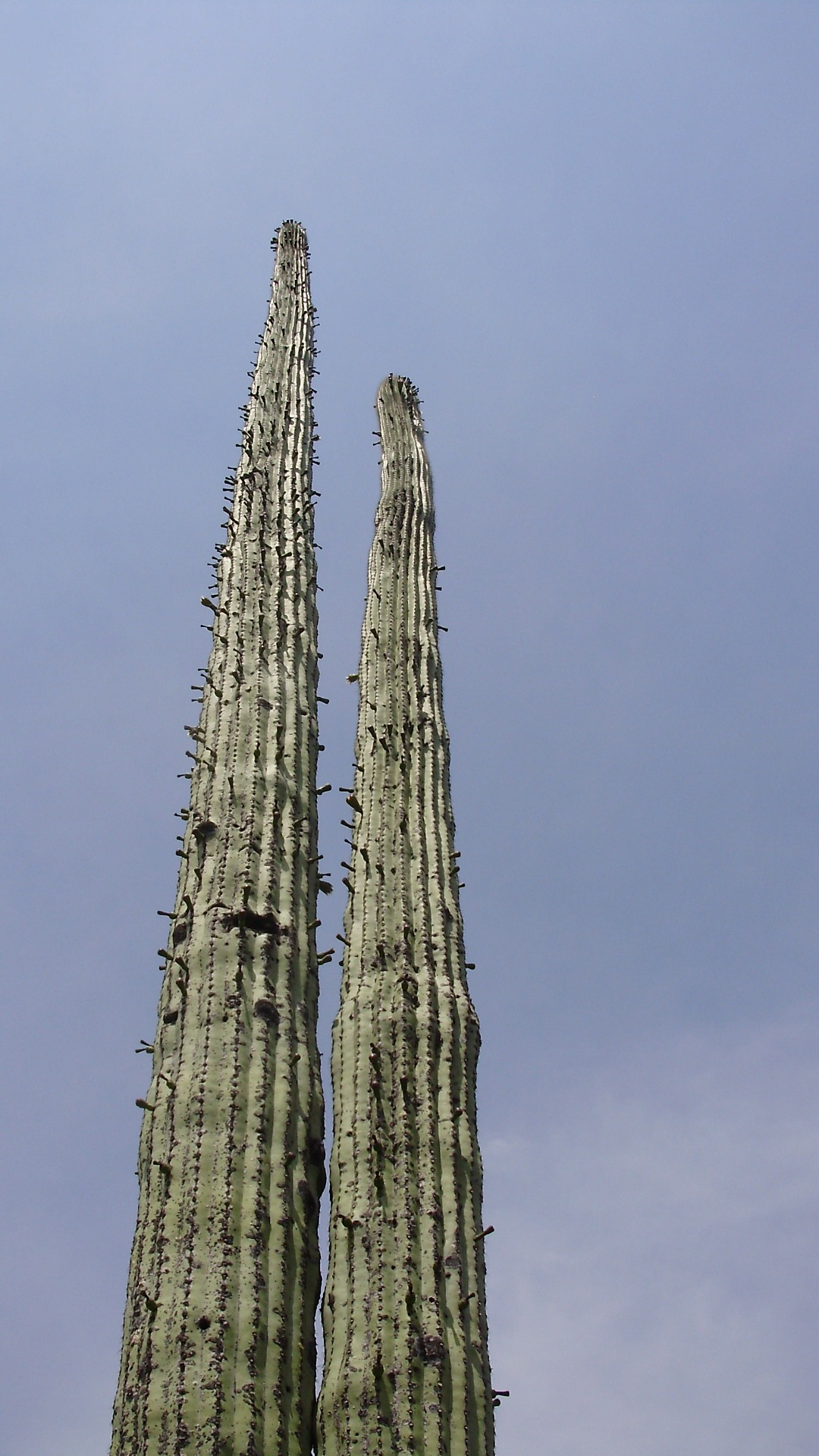
Cephalocereus mezcalaensis
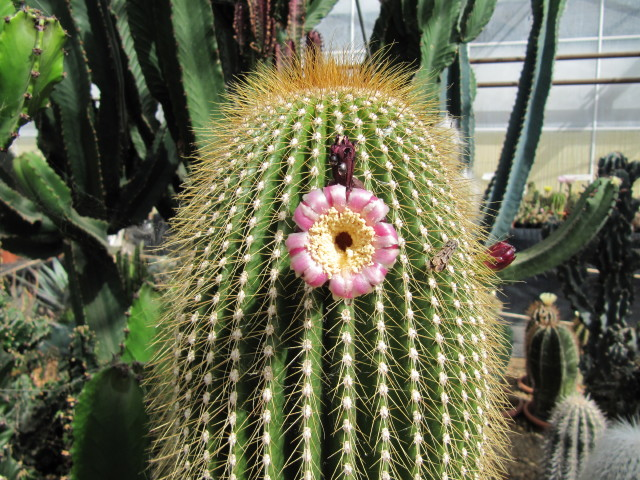
Cephalocereus polylophus
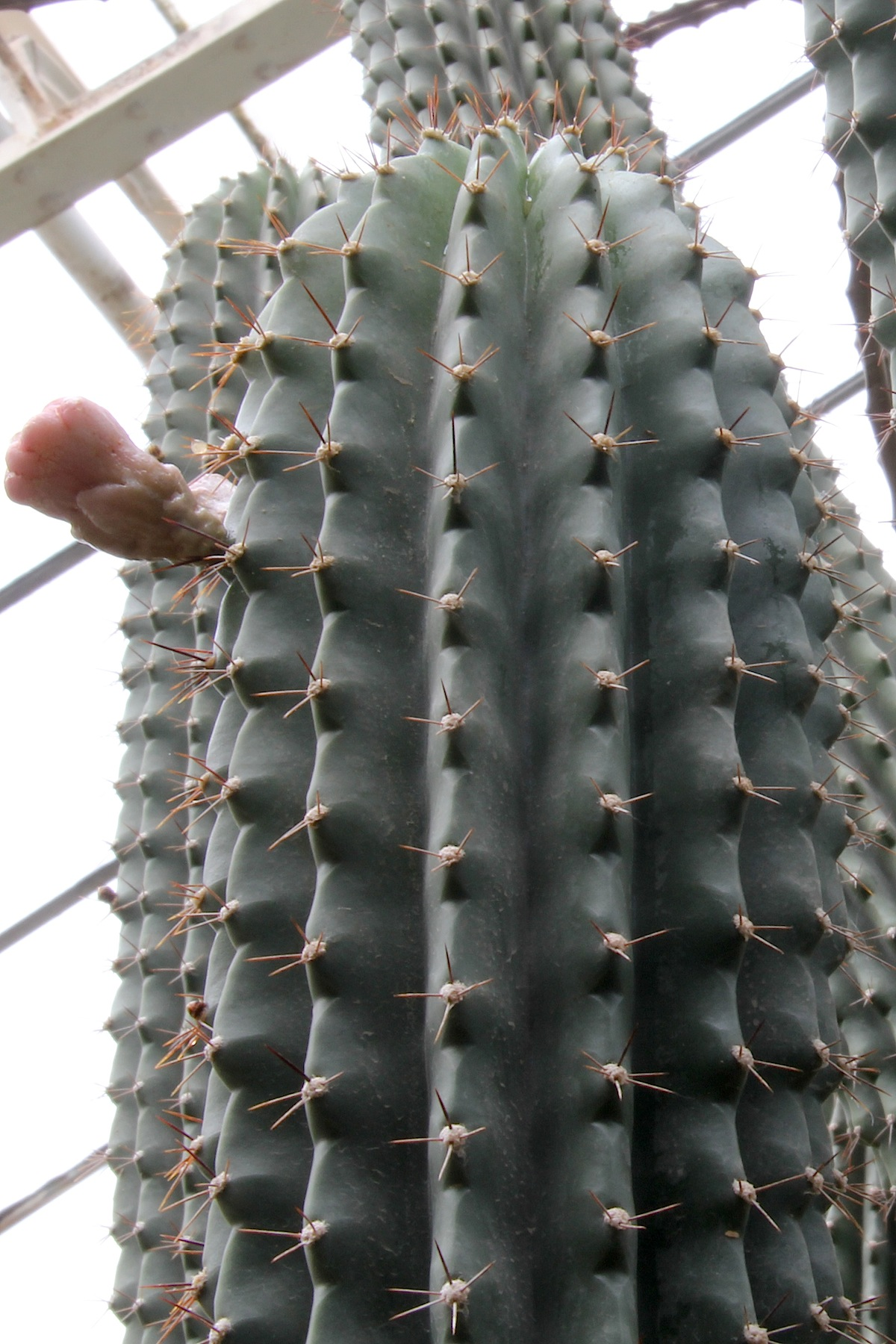
Cephalocereus scoparius
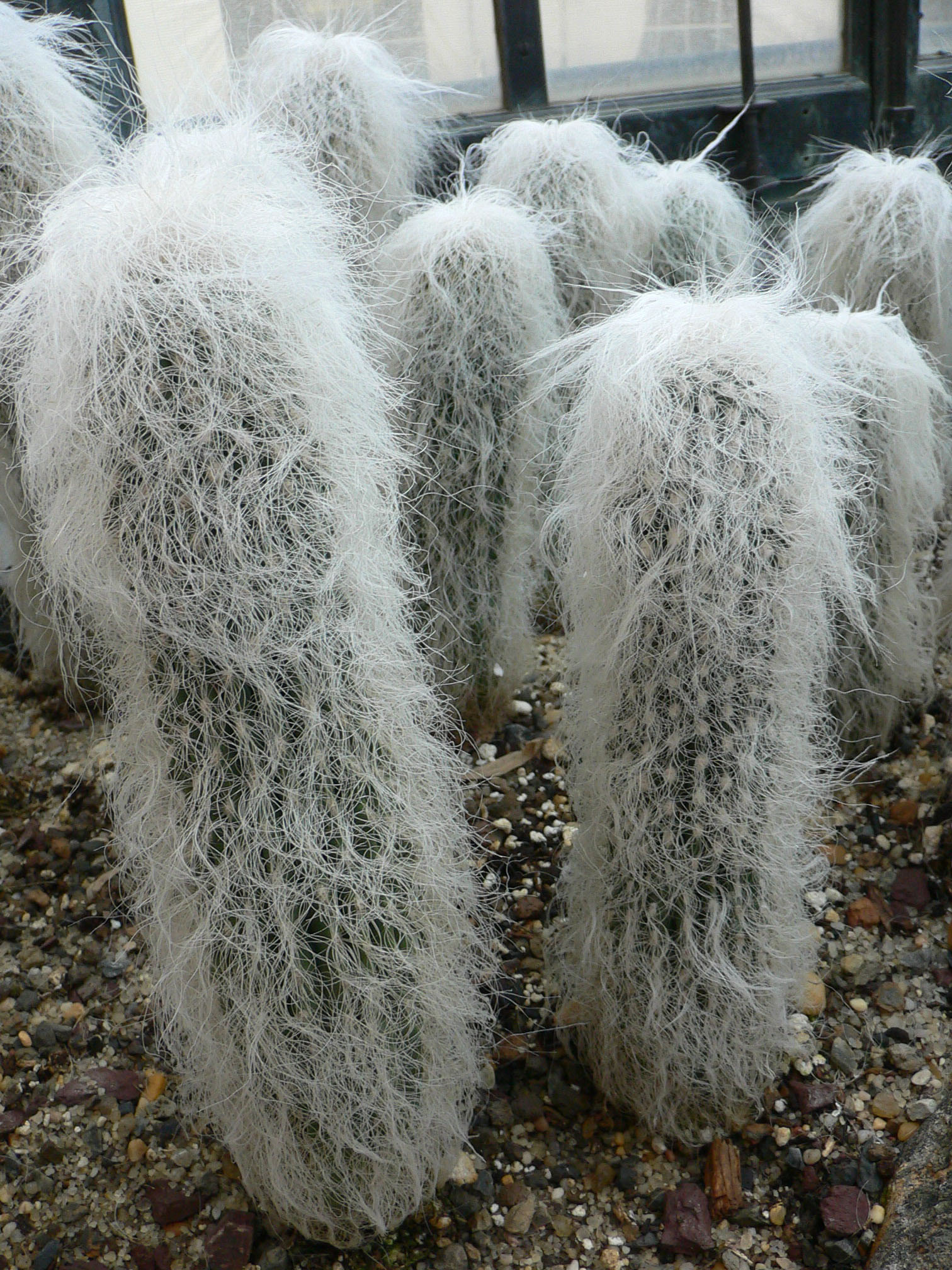
Cephalocereus senilis
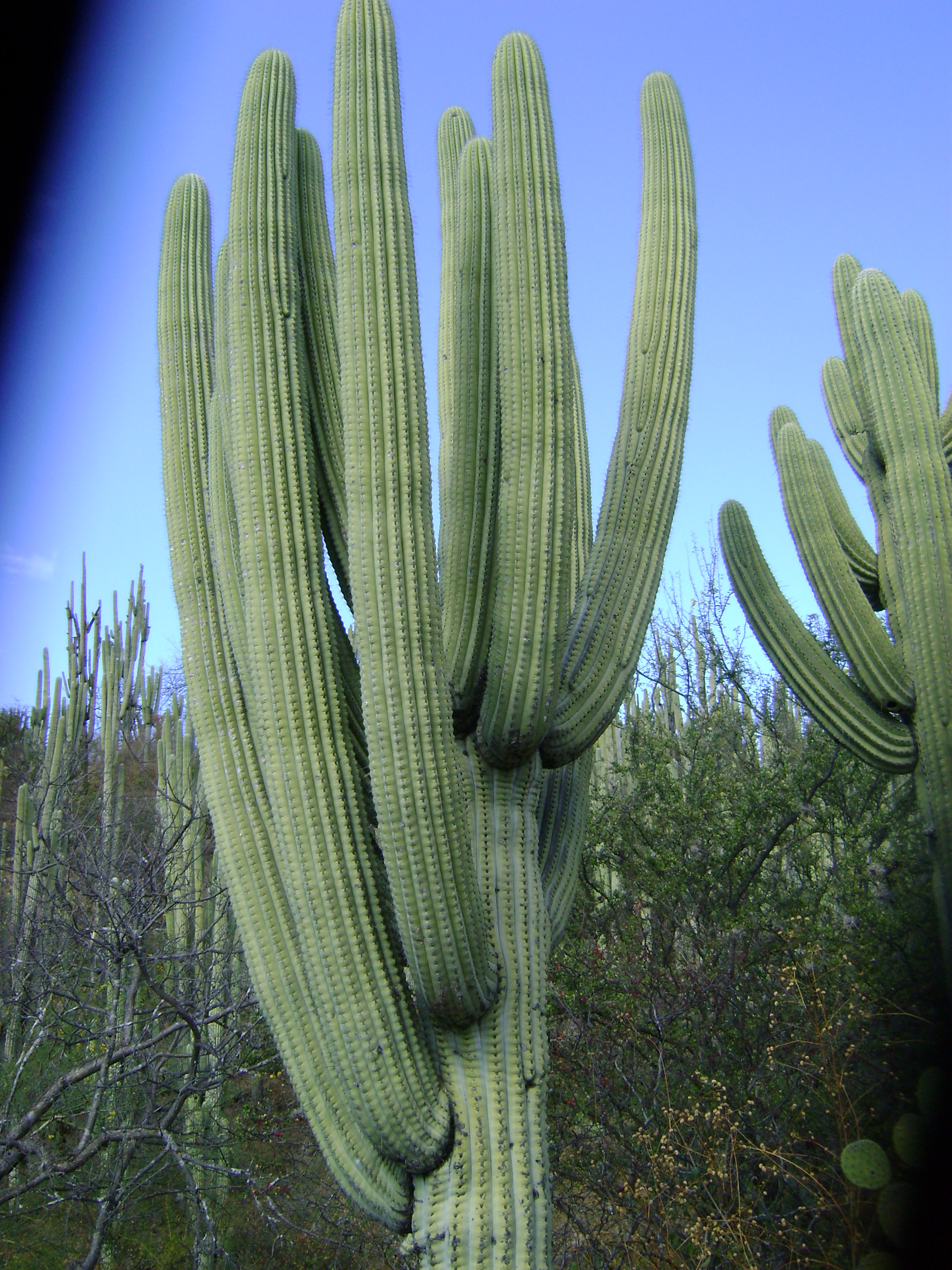
Cephalocereus tetetzo